# Ramanathan Krishnan
Ne pas confondre avec son fils Ramesh Krishnan
Ramanathan Krishnan, né le 11 avril 1937 à Madras, est un joueur de tennis indien des années 1950 et 1960.

## Carrière
Grand joueur de Coupe Davis avec l'équipe d'Inde, il détient toujours le record pour un joueur indien de 50 victoires en simple (pour 19 défaites), soit deux de plus que la légende Leander Paes. Présent pratiquement sans discontinuer entre 1953 et 1969, il fait un dernière apparition en 1975 alors qu'il est capitaine. Il occupa irrégulièrement ce poste dès le début des années 1960 et jusqu'à la fin des années 1970. En tant que joueur, il compte des victoires sur Rod Laver à Boston en 1959, les Américains Whitney Reed et Chuck McKinley à New Delhi en 1961, Juan Gisbert en 1965, Clark Graebner en 1968, mais surtout le Brésilien Thomaz Koch lors du match décisif en finale interzone à Calcutta en 1966, atteignant ainsi la finale face à l'Australie à Melbourne. Krishnan y remporte l'unique point de son équipe en double avec Jaidip Mukerjea contre John Newcombe et Tony Roche.
Deux fois demi-finaliste à Wimbledon, la première fois en 1960, il est battu par le n°1 mondial Neale Fraser (6-3, 6-2, 6-2) après avoir écarte Luis Ayala en quarts. La seconde intervient l'année suivante, en 1961, où il signe une victoire de prestige sur Roy Emerson avant de s'incliner face un autre australien, Rod Laver (6-2, 8-6, 6-2). Propulsé tête de série n°4 en 1962, il est contraint à l'abandon au 3e tour. Cinq fois quart de finaliste en double, il élimine en 1958 avec Naresh Kumar la paire Patty-Mulloy. Il a aussi fait équipe avec Luis Ayala et Bob Howe.
Adepte des surface rapide, il ne participe qu'à six reprises aux Internationaux de France, étant tout de même quart de finaliste en 1962, bousculant Roy Emerson (4-6, 6-1, 3-6, 6-2, 6-0).
Il met un terme à sa carrière en 1968. Pour une de ses rares incursions sur les nouveaux tournois « open », il remporte l'Open du Canada face à Torben Ulrich. Sa riche carrière amateur comprend une soixantaine de titres, principalement en Inde, mais aussi en Europe comme en Yougoslavie en 1958, au Queen's en 1959, Düsseldorf en 1961 ou encore Anvers en 1963. En Amérique, citons un titre à l'US Hardcourt en 1959 et River Oaks en 1965. Ses résultats font de lui l'un des meilleurs joueurs de l'histoire de l'Inde.
Avec son épouse Lalitha, il a un fils Ramesh Krishnan, qui suivit également une carrière professionnelle, atteignant le 23e rang mondial en 1986.

## Palmarès

### Titres en simple
|   | Date       | Nom et lieu du tournoi | Cat.       | ($)    | Surface      | Finaliste     | Score         |         |
| - | ---------- | ---------------------- | ---------- | ------ | ------------ | ------------- | ------------- | ------- |
| 1 | 1959       | Queen's Club, Londres  |            |        | Terre (ext.) | Neale Fraser  | 6-3, 6-0      |         |
| 2 | 12/08/1968 | Canadian Open, Toronto | Grand Prix | 2400 $ | Terre (ext.) | Torben Ulrich | 6-3, 6-0, 7-5 | Tableau |

### Finales en simple
|   | Date | Nom et lieu du tournoi         | Cat. | Surface      | Vainqueur      | Score              |  |
| - | ---- | ------------------------------ | ---- | ------------ | -------------- | ------------------ |  |
| 1 | 1957 | Canadian Open, Montréal        |      | Herbe (ext.) | Robert Bédard  | 6-1, 1-6, 6-2, 6-4 |  |
| 2 | 1959 | Pacific Southwest, Los Angeles |      | Dur (ext.)   | Roy Emerson    | 6-3, 4-6, 6-0, 6-4 |  |
| 3 | 1962 | Conde de Godo, Barcelone       |      | Terre (ext.) | Manuel Santana | 3-6, 6-3, 6-4, 8-6 |  |

### Titre en double
|   | Date | Nom et lieu du tournoi   | Cat. | Surface      | Partenaire  | Finalistes                      | Score         |  |
| 1 | 1965 | Conde de Godo, Barcelone |      | Terre (ext.) | Roy Emerson | José Luis Arilla Manuel Santana | 6-2, 6-1, 6-1 |  |

### Finale en double
|   | Date | Nom et lieu du tournoi   | Cat. | Surf.        | Vainqueurs                 | Partenaire   | Score         |  |
| 1 | 1967 | Conde de Godo, Barcelone |      | Terre (ext.) | Thomaz Koch José Mandarino | Rafael Osuna | 6-2, 6-4, 8-6 |  |

## Parcours dans les tournois duGrand Chelem

### En simple
| Année | Open d'Australie | Open d'Australie | Internationaux de France | Internationaux de France | Wimbledon       | Wimbledon       | US Open         | US Open       |
| ----- | ---------------- | ---------------- | ------------------------ | ------------------------ | --------------- | --------------- | --------------- | ------------- |
| 1953  | —                | —                | —                        | —                        | 1er tour (1/64) | Mervyn Rose     | —               | —             |
| 1954  | —                | —                | 1er tour (1/64)          | Arthur Larsen            | 3e tour (1/16)  | Mervyn Rose     | —               | —             |
| 1955  | —                | —                | —                        | —                        | 3e tour (1/16)  | Luis Ayala      | —               | —             |
| 1956  | —                | —                | —                        | —                        | 3e tour (1/16)  | Mal Anderson    | —               | —             |
| 1957  | —                | —                | 3e tour (1/16)           | Mervyn Rose              | 2e tour (1/32)  | Herbert Flam    | 3e tour (1/16)  | Dick Savitt   |
| 1958  | —                | —                | 2e tour (1/32)           | Luis Ayala               | 1/8 de finale   | Barry MacKay    | —               | —             |
| 1959  | —                | —                | —                        | —                        | 3e tour (1/16)  | Alex Olmedo     | 3e tour (1/16)  | Vic Seixas    |
| 1960  | —                | —                | —                        | —                        | 1/2 finale      | Neale Fraser    | —               | —             |
| 1961  | —                | —                | —                        | —                        | 1/2 finale      | Rod Laver       | —               | —             |
| 1962  | —                | —                | 1/4 de finale            | Roy Emerson              | 3e tour (1/16)  | John Fraser     | —               | —             |
| 1963  | —                | —                | —                        | —                        | 1/8 de finale   | Roy Emerson     | —               | —             |
| 1964  | —                | —                | —                        | —                        | —               | —               | —               | —             |
| 1965  | —                | —                | 1/8 de finale            | Cliff Drysdale           | 3e tour (1/16)  | Dennis Ralston  | —               | —             |
| 1966  | —                | —                | —                        | —                        | —               | —               | —               | —             |
| 1967  | —                | —                | 3e tour (1/16)           | Nikola Pilić             | 1er tour (1/64) | Marty Riessen   | —               | —             |
| 1968  | —                | —                | —                        | —                        | 1er tour (1/64) | Pancho Gonzales | 1er tour (1/64) | John Newcombe |

N.B. : à droite du résultat se trouve le nom de l'ultime adversaire.